# Bulbophyllum sphaeracron
Bulbophyllum sphaeracron là một loài phong lan thuộc chi Bulbophyllum.